# Église de la Nativité-de-Saint-Jean-Baptiste de Saint-Jean-de-Buèges
L'église de la Nativité-de-Saint-Jean-Baptiste est une église romane située à Saint-Jean-de-Buèges (en occitan, Sant Joan de Buòja) dans le département français de l'Hérault en région Occitanie.

## Localisation
L'église est située à Saint-Jean-de-Buèges, village situé dans la vallée de la Buèges, dans le nord du département de l'Hérault, à une cinquantaine de kilomètres au nord-ouest de Montpellier.
La vallée de la Buèges abrite deux autres églises romanes remarquables : l'église Notre-Dame de Pégairolles-de-Buèges et l'Église Saint-André de Saint-André-de-Buèges.

## Historique
L'église fut construite à la fin du XIe siècle et au début du XIIe siècle : elle est mentionnée sous le nom d'Ecclesia Sancti Johannis de Buia en 1095 dans une bulle du pape Urbain II.
Elle a subi des transformations aux XVIIe et XVIIIe siècles.
L'église fait l'objet d'un classement au titre des monuments historiques depuis le 28 décembre 1984.

## Architecture

### Structure et maçonneries
L'église est un édifice de taille moyenne, à chevet semi-circulaire.
Elle est recouverte de tuiles et édifiée en pierre de taille, assemblée en appareil irrégulier et percée de nombreux trous de boulin (trous destinés à ancrer les échafaudages).

### Le chevet
L'église de Saint-Jean-de-Buèges possède un beau chevet de style roman lombard, malheureusement très dégradé.
Ce chevet, percé d'une fenêtre absidiale unique, est orné d'une frise de dents d'engrenage et de bandes lombardes composées d'arcatures reposant sur des modillons géométriques et des colonnes engagées semi-cylindriques, hélas détruites dans leur partie supérieure. Le chevet a en effet subi d'importants dégâts : la maçonnerie de pierre de taille est remplacé en grande partie par une blocage de mortier, de moellons et de morceaux de pierre de taille de récupération.
Le pignon qui surmonte le chevet est percé d'un oculus circulaire.
La jonction entre le chevet et la nef est assurée par une travée de chœur, de même hauteur que le chevet, ornée de trois arcatures surmontées d'une frise de dents d'engrenage.

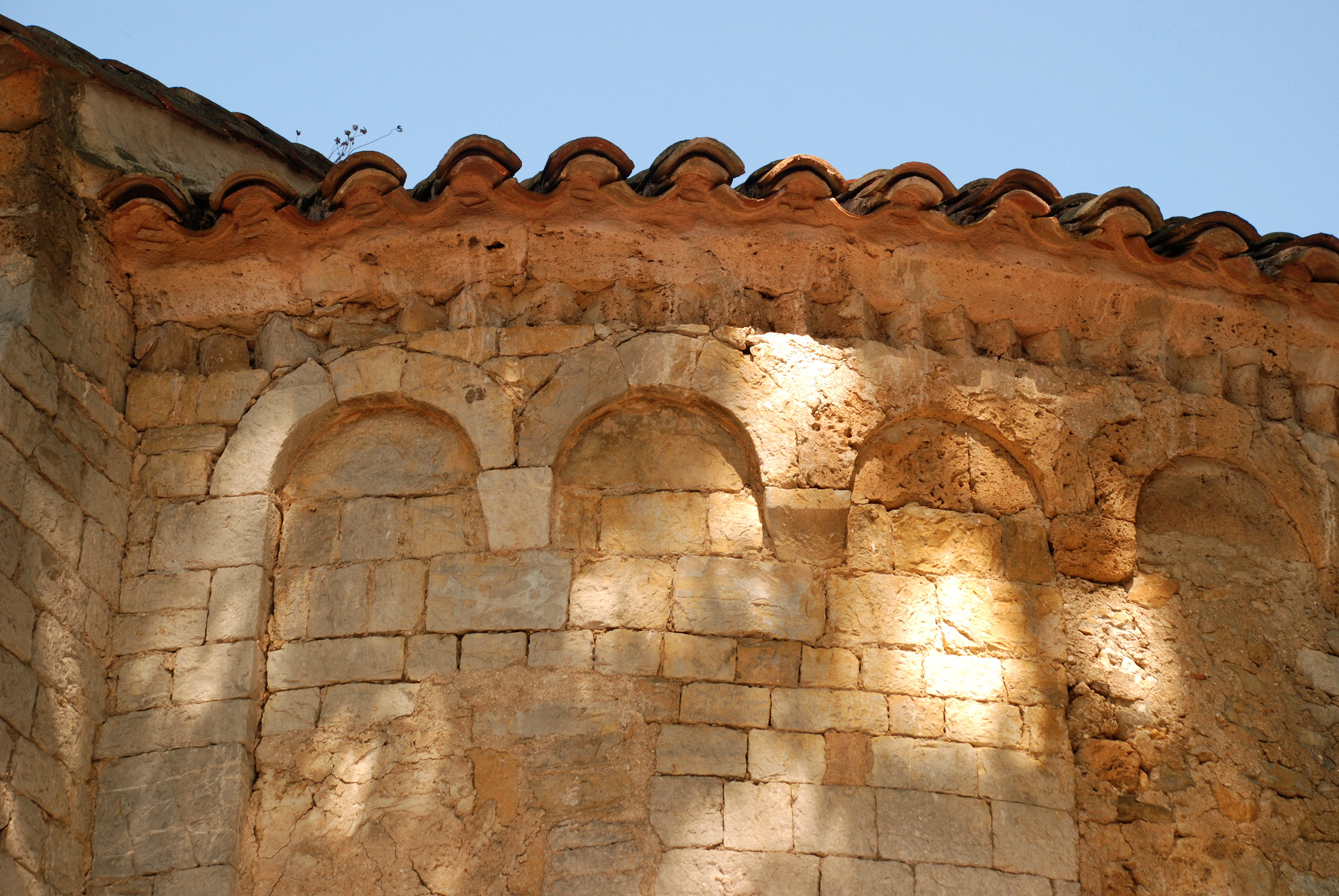
Arcatures du chevet.
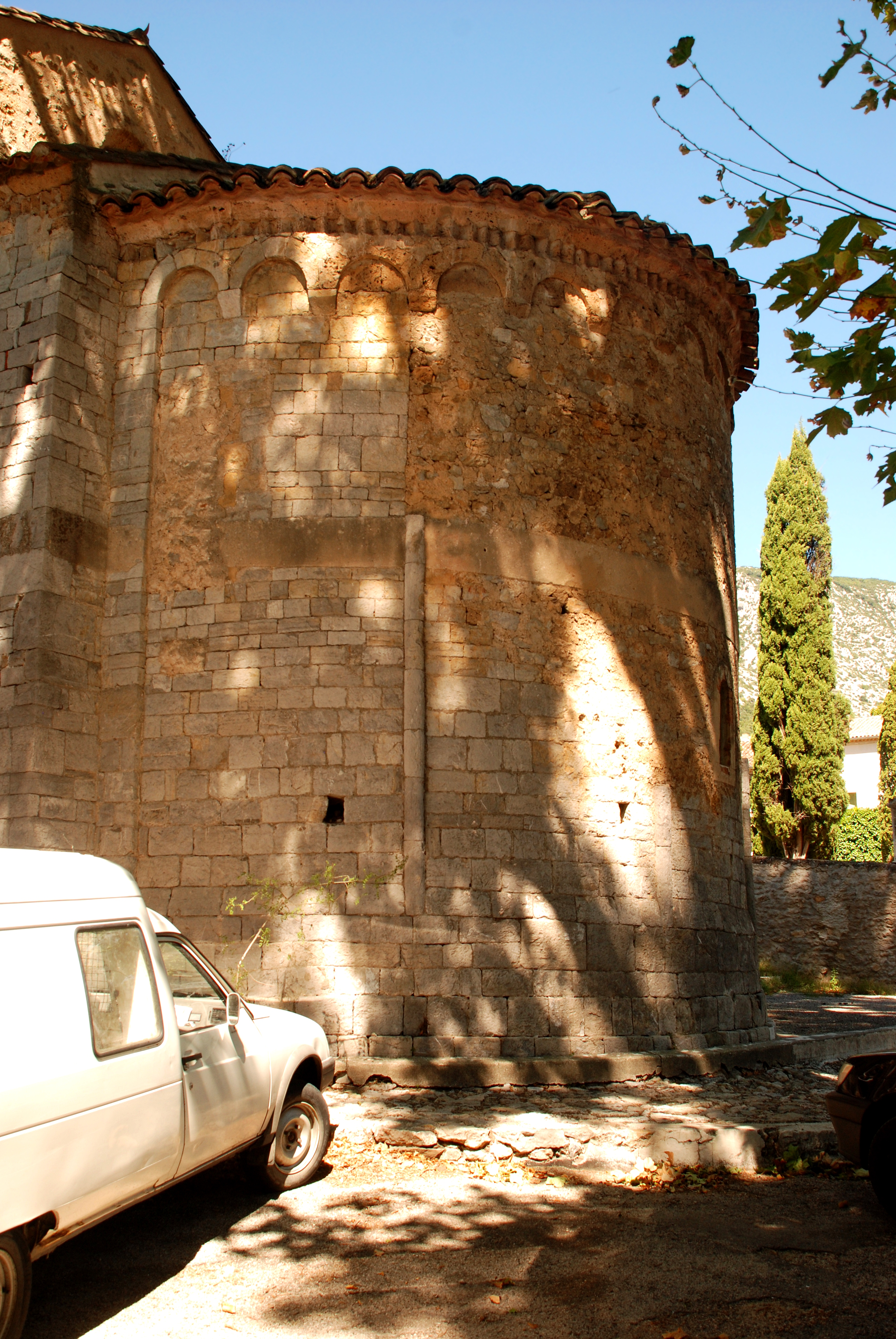
Le chevet.
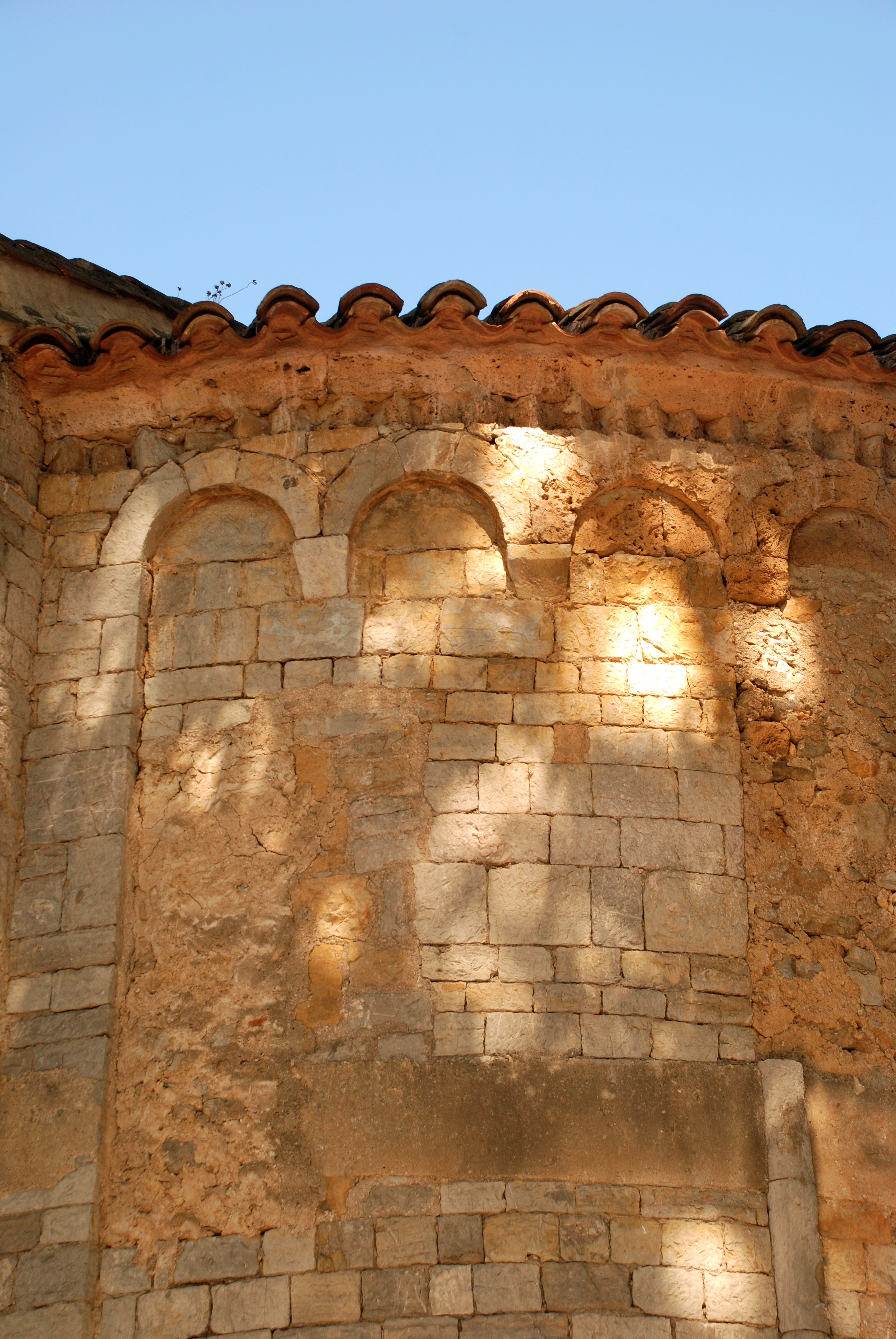
Bandes lombardes.
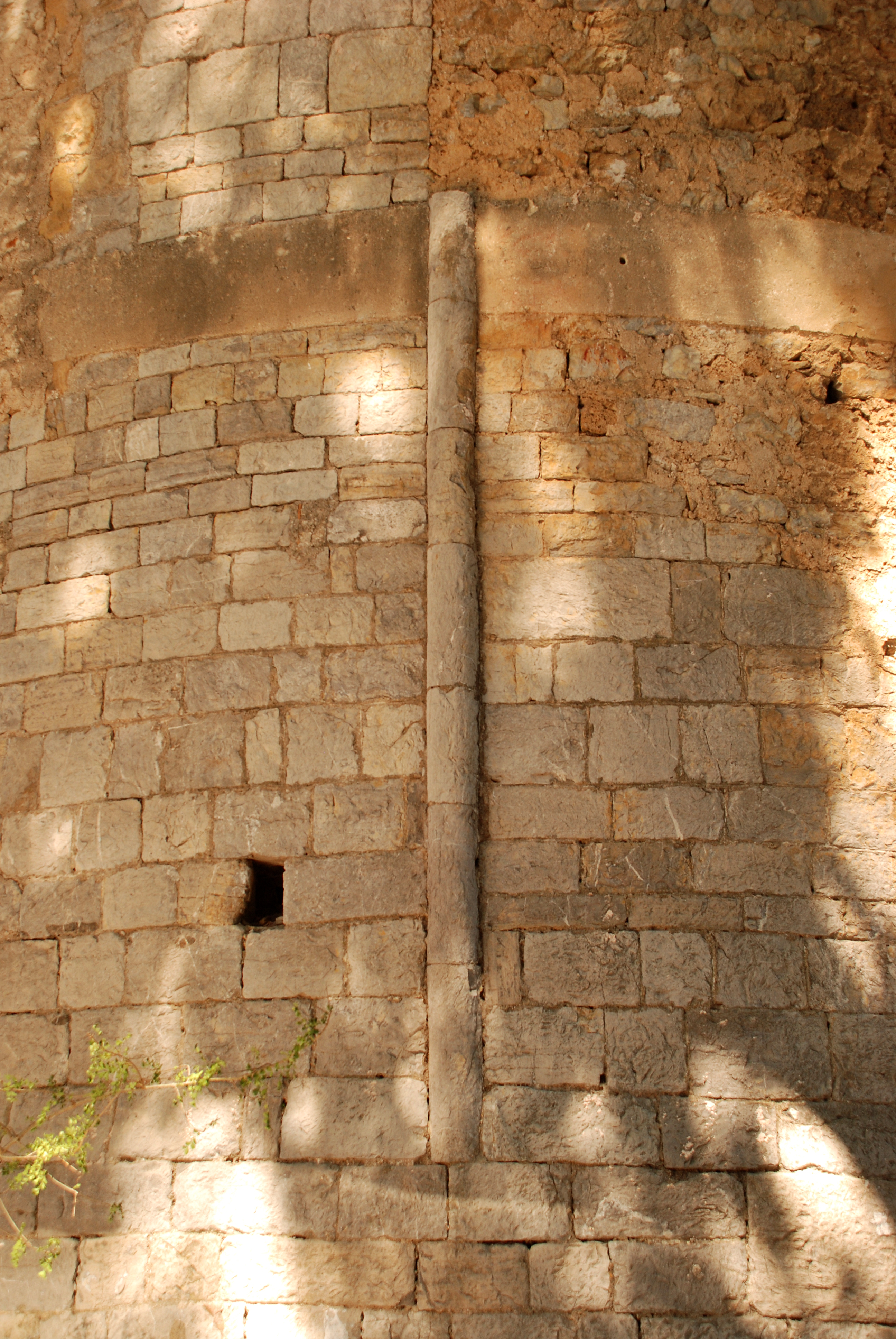
Colonne engagée.

### Les façades latérales
La façade septentrionale, flanquée de chapelles de construction tardive, est ornée d'une frise de 20 arcatures à modillons géométriques et est rythmée par quatre hauts pilastres, qui font saillie par rapport aux arcatures comme à Saint-André-de-Buèges.
La façade méridionale est masquée par un bâtiment accolé contre l'église.

### La façade occidentale
La façade occidentale, percée d'une grande baie en plein cintre, est surmontée d'un clocher carré percé d'une baie sur chaque face.
Elle présente un remarquable portail à triple ébrasement, colonnes et arc torique, dont la voussure externe possède des « claveaux plus étroits à la base qu'au sommet (aux sommiers qu'à la clé) » donnant à l'extrados un aspect légèrement brisé, comme à Brissac, Saint-André-de-Buèges et Pégairolles-de-Buèges.

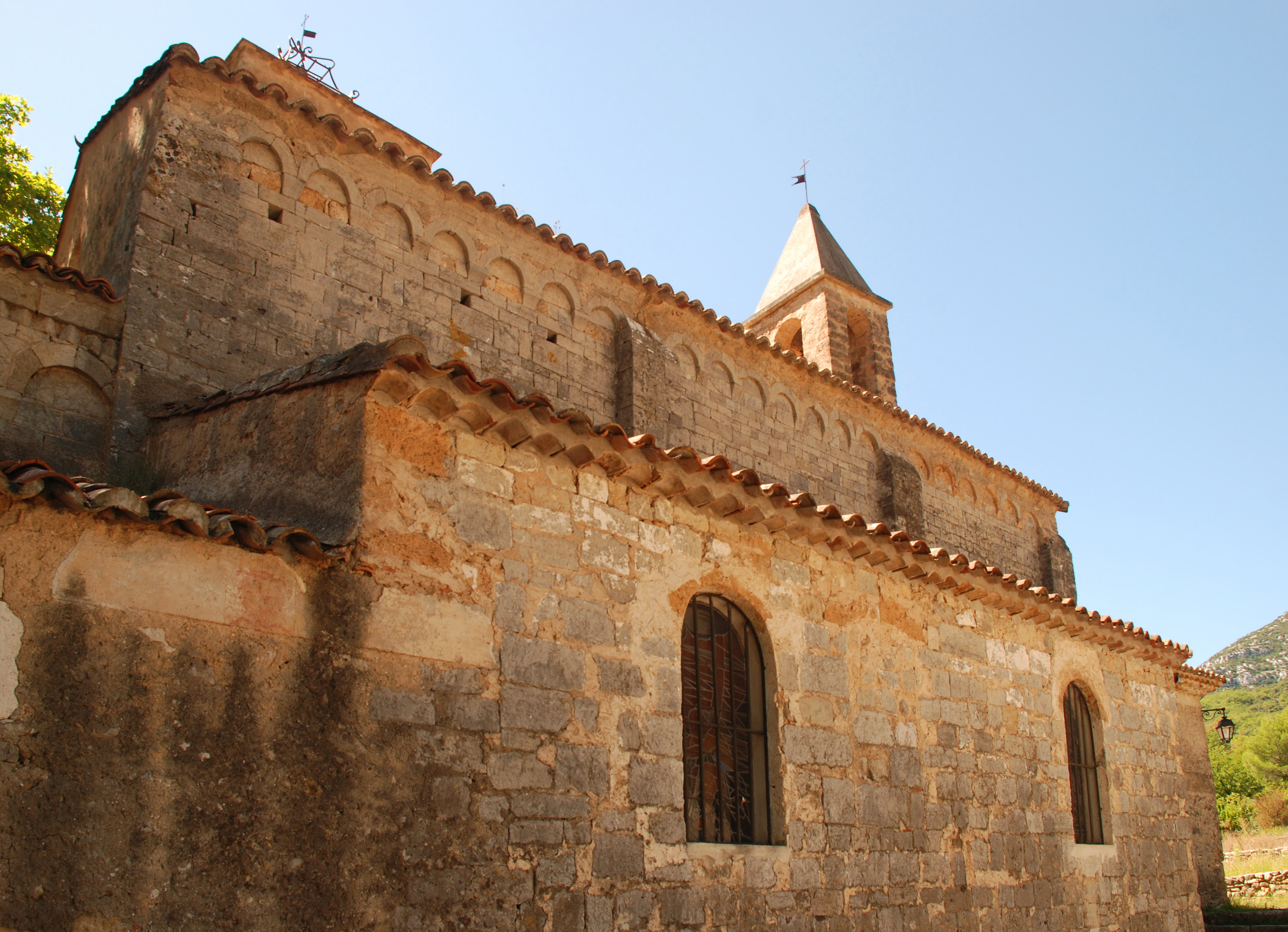
La façade septentrionale.
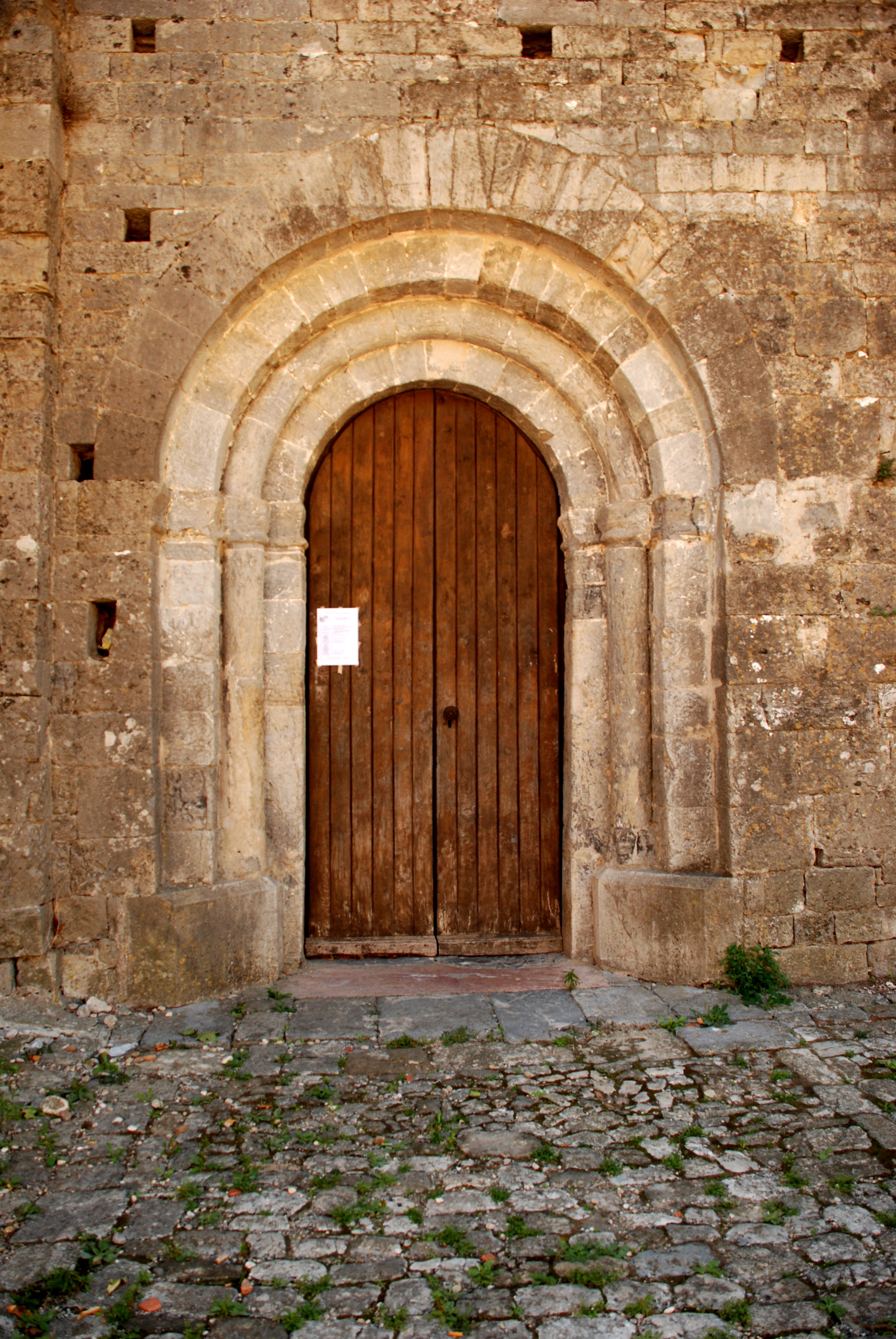
Le portail.